# Hilarion (Kapral)
Hilarion, imię świeckie Igor Aleksiejewicz Kapral (ur. 6 stycznia 1948 w Spirit River, zm. 16 maja 2022 w Nowym Jorku) – biskup Rosyjskiego Kościoła Prawosławnego poza granicami Rosji, od 18 maja 2008 do śmierci jego pierwszy hierarcha z tytułem metropolity wschodnioamerykańskiego i nowojorskiego.

## Życiorys
Urodził się w rodzinie ukraińskich emigrantów z Wołynia, którzy wyjechali z rodzinnej ziemi do Kanady w 1929. Jego ojczystym językiem jest ukraiński. Był najmłodszym z siedmiorga rodzeństwa.
Ukończył gimnazjum w 1966 r., po czym wstąpił w 1967 r. do prawosławnego seminarium duchownego przy monasterze Trójcy Świętej w Jordanville. Po ukończeniu nauki w 1972 r. wstąpił jako posłusznik do monasteru Trójcy Świętej. 2 grudnia 1974 postrzyżony w riasę z imieniem Hilarion. 4 grudnia 1975 r. przyjął święcenia diakońskie z rąk arcybiskupa syrakuskiego i troickiego Awerkiusza. W roku następnym został wyświęcony na kapłana przez biskupa Manhattanu Ławra.
Również w 1976 r. ukończył studia slawistyczne. Pracował w drukarni monasterskiej i był jednym z redaktorów angielskiej wersji dziennika Православная жизнь. 10 grudnia 1984 został biskupem Manhattanu i zastępcą sekretarza Synodu Biskupów Rosyjskiego Kościoła Prawosławnego poza granicami Rosji. W 1995 został biskupem nowojorskim, zaś w rok później został przeniesiony na katedrę Sydney, Australii i Nowej Zelandii, już jako arcybiskup. Za swoje osiągnięcia w pracy duszpasterskiej w tej eparchii otrzymał w 2003 prawo noszenia brylantowego krzyża na kłobuku.
Po śmierci zwierzchnika Kościoła metropolity Ławra pełnił obowiązki locum tenens. Wybrany na następcę Ławra 12 maja 2008 otrzymując 9 głosów z 11. Dwa dni później Święty Synod Rosyjskiego Kościoła Prawosławnego nadał mu godność metropolity, potwierdzając tym samym kanoniczną słuszność jego wyboru. Uroczysta intronizacja miała miejsce 18 maja 2008 w soborze Ikony Matki Bożej „Znak” w Nowym Jorku.
W 2008 odznaczony Orderem św. Sergiusza z Radoneża II stopnia.
W latach 2016–2018 dodatkowo pełnił obowiązki ordynariusza eparchii brytyjskiej i irlandzkiej. Zmarł w 2022 r.